# Chalautre-la-Petite
Chalautre-la-Petite település Franciaországban, Seine-et-Marne megyében. Lakosainak száma 545 fő (2022. január 1.). Chalautre-la-Petite Poigny, Provins, Sainte-Colombe, Soisy-Bouy és Sourdun községekkel határos.

## Népesség
A település népességének változása:
| Lakosok száma | 599  | 592  | 601  | 572  | 565  | 560  | 553  | 549  | 545  |
|               | 2013 | 2015 | 2016 | 2017 | 2018 | 2019 | 2020 | 2021 | 2022 |